# Ákos Braun
Ákos Braun (ur. 26 czerwca 1978) – węgierski judoka.
Mistrz świata w 2005; uczestnik zawodów w 2003 i 2007. Startował w Pucharze Świata w latach 1995-2008. Złoty medalista mistrzostw Europy w 2005 i brązowy w 2008 roku. Zdobył trzy medale na akademickich MŚ.